# Trałowce typu Avenger
Trałowce typu Avenger – seria czternastu dużych, pełnomorskich trałowców skonstruowanych dla Marynarki Wojennej Stanów Zjednoczonych w latach 1987–1994. Ich oznaczenia zaczynają się od liter MCM.

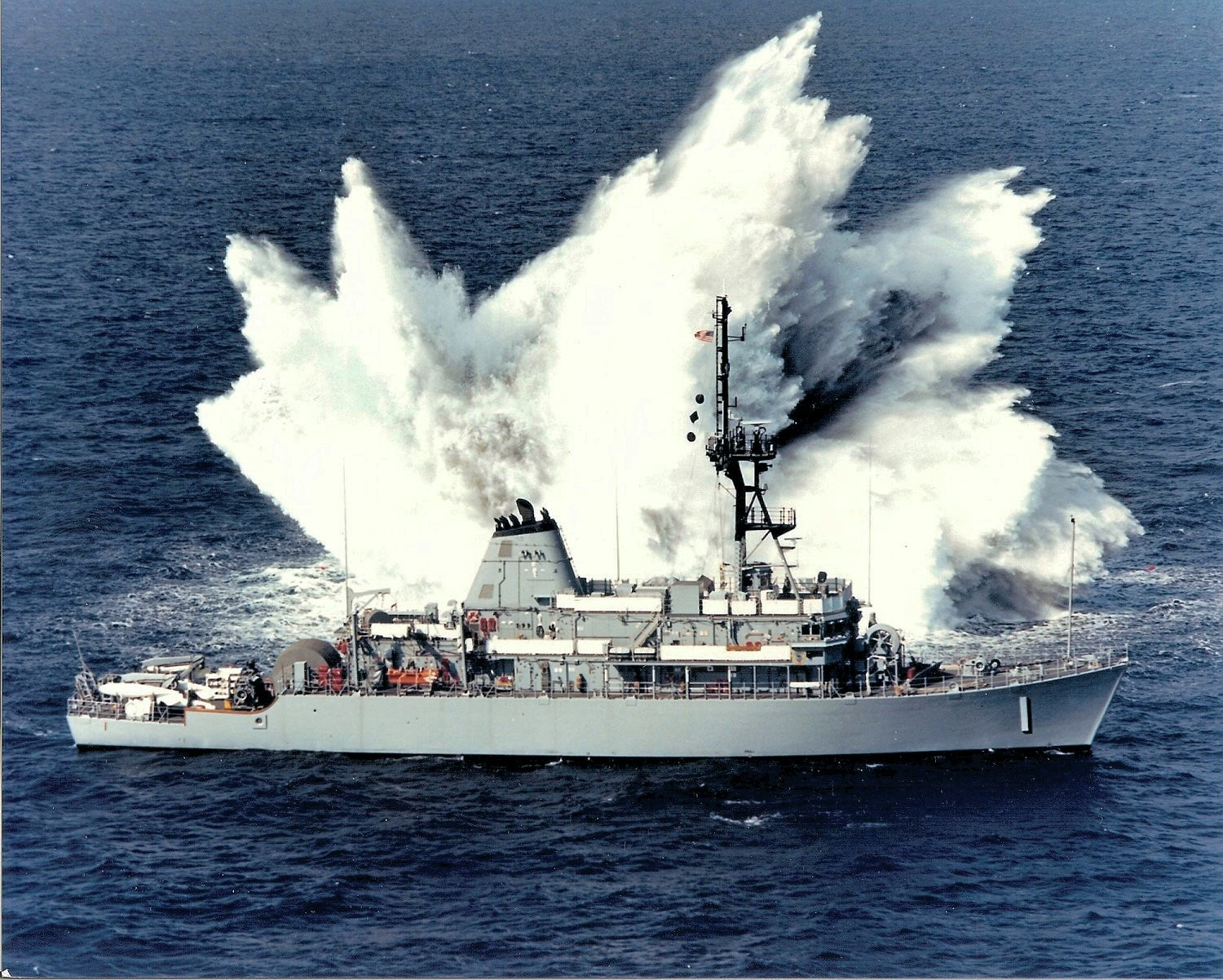
Próby wytrzymałościowe USS Avenger.

Znaczenie skutecznych sił przeciwminowych wykazała ośmioletnia wojna iracko-irańska. Jednostki typu Avenger są skutkiem między innymi obserwacji przebiegu tego konfliktu, łączą w sobie możliwości trałowców i niszczycieli min, są bowiem wyposażone nie tylko w trały, ale i w sonary AN/SQQ-32, kamery wideo (w technologii LLTV) czy zdalnie sterowane pojazdy podwodne. 
Kadłuby wykonano z drewna (dąb, daglezja, cedr) pokrytego włóknem szklanym, aby ograniczyć zagrożenie ze strony min magnetycznych, a zarazem zapewnić stosunkowo wysoką odporność na pobliskie wybuchy. Również napęd (maszyny produkcji Waukesha Motors w pierwszych dwu jednostkach i Isotta Fraschini w pozostałych) opracowano tak, aby charakteryzował się możliwie najniższą sygnaturą magnetyczną i akustyczną.
W pierwszej i drugiej dekadzie XXI wieku większość Avengerów przebazowano do Azji, do Manamy (w związku z pogarszającymi się stosunkami USA z Iranem) i Sasebo.
17 stycznia 2013 USS Guardian (MCM-5), należący do 7. Floty stacjonującej w Japonii, osiadł na rafie koralowej u wybrzeży Filipin. Okrętu nie udało się wydostać, z tego powodu 15 lutego okręt wycofano ze służby US Navy, a w marcu 2013 pocięto i wywieziono.

## Lista okrętów
| Okręt      | Numer  | W służbie | Stocznia              | Port macierzysty | Źródło |
| ---------- | ------ | --------- | --------------------- | ---------------- | ------ |
| Avenger    | MCM-1  | 1987      | Peterson Shipbuilders | Sasebo           | MCM01  |
| Defender   | MCM-2  | 1989      | Marinette Marine      | Sasebo           | MCM02  |
| Sentry     | MCM-3  | 1989      | Peterson Shipbuilders | San Diego        | MCM03  |
| Champion   | MCM-4  | 1991      | Marinette Marine      | San Diego        | MCM04  |
| Guardian   | MCM-5  | 1989-2013 | Peterson Shipbuilders |                  | MCM05  |
| Devastator | MCM-6  | 1990      | Peterson Shipbuilders | San Diego        | MCM06  |
| Patriot    | MCM-7  | 1991      | Marinette Marine      | Sasebo           | MCM07  |
| Scout      | MCM-8  | 1990      | Peterson Shipbuilders | Manama           | MCM08  |
| Pioneer    | MCM-9  | 1992      | Peterson Shipbuilders | San Diego        | MCM09  |
| Warrior    | MCM-10 | 1993      | Peterson Shipbuilders | Sasebo           | MCM10  |
| Gladiator  | MCM-11 | 1993      | Peterson Shipbuilders | Manama           | MCM11  |
| Ardent     | MCM-12 | 1994      | Peterson Shipbuilders | Manama           | MCM12  |
| Dextrous   | MCM-13 | 1994      | Peterson Shipbuilders | Manama           | MCM13  |
| Chief      | MCM-14 | 1994      | Peterson Shipbuilders | San Diego        | MCM14  |